# Love Has Come for You
Love Has Come for You è un album in studio collaborativo dell'attore e musicista statunitense Steve Martin e della cantautrice statunitense Edie Brickell, pubblicato nel 2013.

## Tracce
1. When You Get to Asheville – 3:15
2. Get Along Stray Dog – 2:10
3. Love Has Come for You – 3:08
4. Friend of Mine – 2:36
5. Siamese Cat – 2:57
6. Yes She Did – 1:34
7. Sarah Jane and the Iron Mountain Baby – 3:12
8. Fighter – 2:40
9. King of Boys – 2:51
10. Sun's Gonna Shine – 3:05
11. Who You Gonna Take? – 2:41
12. Shawnee – 2:29
13. Remember Me This Way – 3:31